# 内藤正之
内藤 正之（ないとう まさゆき、1957年1月1日 - ）は、日本の裁判官、公証人。東京地方裁判所判事や、東京高等裁判所判事を経て、名古屋高等裁判所金沢支部長を務めた。

## 経歴・人物
一橋大学卒業後、1982年裁判官任官。札幌地方裁判所判事補、横浜地方裁判所判事補、宮崎地方裁判所判事補、大阪地方裁判所判事、横浜地方裁判所判事、長崎地方裁判所大村支部判事、東京地方裁判所判事、福岡高等裁判所判事、東京高等裁判所判事等を経て、名古屋高等裁判所金沢支部長を最後に依願退官した。2018年溝ノ口公証役場公証人。

## 裁判
- 2018年、関西電力大飯発電所の運転差し止めを命じた福井地方裁判所（樋口英明裁判長）の第一審判決を取り消した。原子力規制委員会の新規制基準を合理的なものとし、「原発の廃止・禁止の当否の判断は司法の役割を超える」「国民世論として幅広く議論し、立法府や行政府による政治的な判断に委ねられるべき事柄だ」等との指摘を行った[4][5]。主文の読み上げ中、「あなたの判決は間違ってます」と発言する原告住民などもおり、廷内は騒然としたが、「いろいろな意見があると思う」と傍聴席に語り掛けるなどし、通常の場合ような廷吏による制止はなされなかった。また、最高裁判所事務総長の戸倉三郎と一橋大学の同窓で同期でもあったため、口頭弁論直前に異動してきたことに関し、最高裁判所から送り込まれてきたとの憶測も流れた[1][6][7]。なお、この判決の3か月後に依願退官した[8]。